# Sporobolomyces
Sporobolomyces es un género de hongos. Este taxón no ha podido ser ubicado dentro de una familia perteneciente al orden Sporidiobolales (incertae sedis). Las especies dentro de este género son fermentos anamórficos. Las formas teleomórficas están incluidas en el género Sporidiobolus. Los sinónimos genéricos de Sporobolomyces incluyen Amphiernia Gruss (1927), Prosporobolomyces E.K.Novák & Zsolt (1961) y Ballistosporomyces Nakase, G.Okada & Sugiy. (1989). Las especies de Sporobolomyces que son bilateralmente simétricas producen balistoconidios, los balistoconidios tienen Coenzima Q10|Coenzima Q10 o Coenzyme Q10(H2) como su ubiquinona principal, carecen de xilosa en hidrolizados de células enteras y no pueden fermentar azúcares.

## Especies
Las siguientes especies pertenecen al género Sporobolomyces:
- S. alborubescens
- S. bannaensis
- S. beijingensis
- S. bischofiae
- S. clavatus
- S. coprosmae
- S. coprosmicola
- S. corallinus
- S. dimmenae
- S. dracophylli
- S. elongatus
- S. gracilis
- S. inositophilus
- S. johnsonii
- S. koalae
- S. magnisporus
- S. novozealandicus
- S. odorus
- S. patagonicus
- S. productus
- S. roseus
- S. sasicola
- S. salmonicolor
- S. shibatanus
- S. singularis
- S. subbrunneus
- S. symmetricus
- S. syzygii
- S. taupoensis
- S. tsugae
- S. xanthus
- S. yunnanensis[7]